# Kodeks
Kodeks je pravilnik, skup načela o profesionalnom ponašanju. Kodeks je također dvije ili više voskom premazanih tablica spojenih vrpcom; najstariji oblik knjige, isprva na pergamentu, poslije na papiru; javlja se u 1. stoljeću i zamjenjuje papirus, a u široj uporabi je od 4. stoljeća. Od 9. stoljeća često je bivao bogato iluminiran, a od 14. stoljeća zamjenjivan inkunabulama i tiskanim knjigama. Korice su najčešće od pergamene, kože ili drva, često obložene kožom ili srebrom, a katkada ukrašene i dragim kamenjem (Codex Aureus).

## Vanjske poveznice
- Encyclopaedia Romana: "Svitak i kodeks"